# Honey Lemon Soda
Honey Lemon Soda (ハニーレモンソーダ, Hanī Remon Sōda) est un shōjo manga écrit et dessiné par Mayu Murata (ja) prépublié dans le magazine Ribon à partir de décembre 2015. Les chapitres sont compilés en 27 volumes reliés en décembre 2024. En France, le manga est traduit par nobi nobi ! depuis avril 2024.
Un film live japonais sort en juillet 2021. Une adaptation en anime produite par TMS Entertainment et animée par J. C. Staff est diffusée du 9 janvier 2025 au 26 mars 2025 sur Fuji TV. En France, l'animé est diffusé sur Crunchyroll.

## Synopsis
Après avoir été harcelée au collège et surnommée « la pierre » à cause de sa timidité, Uka Ishimori espère prendre un nouveau départ en arrivant au lycée… mais se défaire de son passé est plus facile à dire qu’à faire. Par chance, sa rencontre avec Kai Miura, un garçon aux cheveux couleur citron, va changer le cours de son destin. Serait-il celui qui pourra lui redonner confiance en elle et faire pétiller sa vie ?

## Personnages
Uka Ishimori (石森 羽花, Ishimori Uka)
Voix japonaise : Kana Ichinose, voix française : Laëtitia Liénart
Kai Miura (三浦 界, Miura Kai)
Voix japonaise : Shōgo Yano (en), voix française : Maxime Donnay
Serina Kanno (菅野 芹奈, Kanno Serina)
Voix japonaise : Rie Takahashi, voix française : Audrey Devos
Ayumi Endo (遠藤 あゆみ, Endō Ayumi)
Voix japonaise : Miyari Nemoto (en), voix française : Catherine Hanotiau
Tomoya Takamine (高嶺 友哉, Takamine Tomoya)
Voix japonaise : Shun'ichi Toki (en)
Satoru Seto (瀬戸 悟, Seto Satoru)
Voix japonaise : Taku Yashiro (en), voix française : Thibaut Delmotte

## Manga
Honey Lemon Soda est sérialisé dans le magazine Ribon de la maison d'édition Shūeisha depuis décembre 2015. Le premier tome en volume relié est sorti le 25 mai 2016. En décembre 2024, la série compte 27 tomes au Japon.
La traduction française de la série est annoncée par Nobi nobi ! en juillet 2023. Les deux premiers tomes de la série sont sortis le 10 avril 2024. En décembre 2024, la traduction compte 6 tomes.

### Liste des volumes
| no | Japonais          | Japonais          | Français         | Français          |
| no | Date de sortie    | ISBN              | Date de sortie   | ISBN              |
| -- | ----------------- | ----------------- | ---------------- | ----------------- |
| 1  | 25 mai 2016       | 978-4-08-867416-2 | 10 avril 2024    | 978-2-3734-9847-9 |
| 2  | 23 septembre 2016 | 978-4-08-867431-5 | 10 avril 2024    | 978-2-3849-6293-8 |
| 3  | 25 janvier 2017   | 978-4-08-867443-8 | 5 juin 2024      | 978-2-3849-6285-3 |
| 4  | 25 avril 2017     | 978-4-08-867459-9 | 28 août 2024     | 978-2-3849-6286-0 |
| 5  | 25 août 2017      | 978-4-08-867470-4 | 9 octobre 2024   | 978-2-3849-6288-4 |
| 6  | 25 décembre 2017  | 978-4-08-867483-4 | 4 décembre 2024  | 978-2-3849-6290-7 |
| 7  | 25 avril 2018     | 978-4-08-867497-1 | 5 février 2025   | 978-2-3849-6419-2 |
| 8  | 24 août 2018      | 978-4-08-867510-7 | 2 avril 2025     | 978-2-3849-6421-5 |
| 9  | 25 décembre 2018  | 978-4-08-867524-4 | 4 juin 2025      | 978-2-3849-6422-2 |
| 10 | 25 avril 2019     | 978-4-08-867545-9 | 27 août 2025     | 978-2-3849-6423-9 |
| 11 | 23 août 2019      | 978-4-08-867558-9 | 1er octobre 2025 | 978-2-3849-6424-6 |
| 12 | 25 décembre 2019  | 978-4-08-867571-8 | 3 décembre 2025  | 978-2-3849-6425-3 |
| 13 | 24 avril 2020     | 978-4-08-867582-4 |                  |                   |
| 14 | 25 août 2020      | 978-4-08-867595-4 |                  |                   |
| 15 | 25 décembre 2020  | 978-4-08-867609-8 |                  |                   |
| 16 | 23 avril 2021     | 978-4-08-867616-6 |                  |                   |
| 17 | 21 juillet 2021   | 978-4-08-867628-9 |                  |                   |
| 18 | 25 novembre 2021  | 978-4-08-867639-5 |                  |                   |
| 19 | 25 mars 2022      | 978-4-08-867653-1 |                  |                   |
| 20 | 25 juillet 2022   | 978-4-08-867672-2 |                  |                   |
| 21 | 25 novembre 2022  | 978-4-08-867687-6 |                  |                   |
| 22 | 24 mars 2023      | 978-4-08-867708-8 |                  |                   |
| 23 | 25 juillet 2023   | 978-4-08-867721-7 |                  |                   |
| 24 | 24 novembre 2023  | 978-4-08-867737-8 |                  |                   |
| 25 | 24 avril 2024     | 978-4-08-867749-1 |                  |                   |
| 26 | 23 août 2024      | 978-4-08-867771-2 |                  |                   |
| 27 | 24 décembre 2024  | 978-4-08-867784-2 |                  |                   |
| 28 | 24 avril 2025     | 978-4-08-867798-9 |                  |                   |
| 29 | 25 août 2025      | 978-4-08-867813-9 |                  |                   |

## Film Live
Un film live est annoncé en septembre 2020. Kai Miura et Uka Ishimori sont interprétés respectivement par Raul (entertainer) (en) du Boys band japonais Snow Man (en) et Ai Yoshikawa (en). Le film est réalisé par Kōji Shintoku sur un scénario écrit par Nami Kikkawa (ja). Le film est diffusé à partir du 9 juillet 2021 au Japon. Le thème musical du film est Hello Hello par Snow Man (en).

## Anime
Une adaptation animée de la série est annoncée en mars 2024. L'adaptation est produite par TMS Entertainment, animée par J. C. Staff et réalisée par Hiroshi Nishikiori (en). Akiko Waba assure la composition, Aimi Tanaka (en) le character design et Akira Kosemura (ja) la composition musicale. La série animée est diffusée à partir du 9 janvier 2025 sur Fuji TV au Japon. En France, elle est licenciée et diffusée par Crunchyroll. Le groupe &Team interprète l'opening Magic Hour ainsi que l'ending Wonderful World.

### Liste des épisodes
| No | Titre en français            | Titre japonais           | Titre japonais               | Date de 1re diffusion |
| No | Titre en français            | Kanji                    | Rōmaji                       | Date de 1re diffusion |
| -- | ---------------------------- | ------------------------ | ---------------------------- | --------------------- |
| 1  | Parce que je t'ai rencontré  | 君に出会えたから         | Kimi ni Deaeta kara          | 9 janvier 2025        |
| 2  | Ça devient un trésor         | 宝物に変わってく         | Takaramono ni Kawatte ku     | 16 janvier 2025       |
| 3  | Notre secret                 | 二人だけの秘密           | Futari dake no Himitsu       | 23 janvier 2025       |
| 4  | Qu'importe les distances     | どんなに離れていても     | Takaramono ni Kawatte ku     | 30 janvier 2025       |
| 5  | Une personne incroyable      | 素敵な人                 | Suteki na Hito               | 6 février 2025        |
| 6  | Maintenant et à jamais...    | この先も, ずっと...      | Kono Saki mo, Zutto...       | 13 février 2025       |
| 7  | Désolée de l'aimer           | 好きでごめんなさい       | Suki de Gomennasai           | 20 février 2025       |
| 8  | Rassembler son courage       | 勇気を出して             | Yūki wo Dashite              | 27 février 2025       |
| 9  | Adieu, mon ancienne moi      | さようなら不器用だった私 | Sayōnara Bukiyōdatta Watashi | 6 mars 2025           |
| 10 | The Side of You No One Knows | 誰も知らない君           | Dare mo Shiranai-kun         | 13 mars 2025          |
| 11 | Sentiments débordants        | 想い、弾けて             | Omoi, Hajikete               | 20 mars 2025          |
| 12 | Honey Lemon Soda             | ハニーレモンソーダ       | Hanī Remon Sōda              | 27 mars 2025          |

## Réception
En juillet 2024, Honey Lemon Soda comptabilise 13 millions de tomes en circulation.
En 2021, la série est nommée lors de la 45e édition du Prix du manga Kōdansha dans la catégorie shōjo. Le magazine Da Vinci classe Honey Lemon Soda 40e manga de l'année 2021.